# Barraca dels Contrabandistes
La Barraca dels Contrabandistes és una obra de Lles de Cerdanya (Baixa Cerdanya) inclosa a l'Inventari del Patrimoni Arquitectònic de Catalunya.

## Descripció
Es tracta d'una barraca de pastor a dues vessants construïda amb pedra seca i coberta amb ànimes de ferro i morter, aquesta reconstruïda posteriorment. Anomenada popularment la "barraca dels Contrabandistes", donat que estava dins d'una de les rutes de contraban amb Andorra, i l'utilitzaven els "passadors" o "contrabandistes" per passar-hi la nit o guarir-se del fred. També fou utilitzada per la Guàrdia Civil durant la Guerra.